# Serapion z Thmuis
Serapion z Thmuis (zm. po 362) – wczesnochrześcijański teolog i pisarz, zaliczany do Ojców egipskich, święty Kościoła katolickiego.
Przed objęciem w 339 stolicy biskupiej w Thmuis w Dolnym Egipcie był mnichem. Pozostawił zbiór trzydziestu modlitw liturgicznych (Euchologion), znany jako Sakramentarz Serapiona. Zbiór został odnaleziony w XIX wieku w jednym z klasztorów na Górze Atos. Modlitwy eucharystyczne zawierają odmienny od znanych tekst opisu ustanowienia Eucharystii i są świadkiem początków liturgii sprawowanej w Kościele koptyjsko-aleksandryjskim. W dziele wyraźnie widoczne są jego osobiste refleksje teologiczne. Serapion pozostawił po sobie też trzy Listy oraz pismo polemiczne Przeciw manichejczykom.
Był on zdecydowanym przeciwnikiem arianizujących, którzy kwestionowali bóstwo Ducha Świętego. To właśnie na życzenie Serapiona Atanazy Wielki napisał cztery doktrynalne listy na ten temat: Ad Serapionem.
Za sprawą Cezarego Baroniusza umieszczony został w Martyrologium Rzymskim pod dniem 21 marca.